# خوان پابلو لدزما
خوان پابلو لدزما (معروف به خوزه لوئیس فراتلو) رهبر فعلی باند مکزیکی موسوم به «لا لینئا» است که شاخه مسلح سازمان قاچاق مواد مخدر معروف به کارتل خوارز است. همچنین گفته می‌شود وی رهبر فعلی سازمان هم می‌باشد.
دولت مکزیک در حال حاضر ۲ میلیون دلار پاداش برای اطلاعات منجر به دستگیری او جایزه در نظر گرفته. در سال ۲۰۱۹، جسیوس «ال ری» زامبادا، عامل زندانی کارتل سینالوا فاش کرد که رهبر بدنام کارتل سینالوآ، خواکین «ال چاپو» گوزمن پس از پایان دادن به اتحاد کارتل خوارز با کارتل سینالوا، جایزه‌ای برای مرگ لدزما منتشر کرده‌است. لدزما همچنین مظنون به سازماندهی قتل برادر ال چاپو در زندان است. زامبادا همچنین ادعا کرد که لدزما تنها کسی است که «نفرت عظیمی» از ال چاپو دارد. او در ماه مه سال ۲۰۲۰ دستگیر شد.